# Colorado College

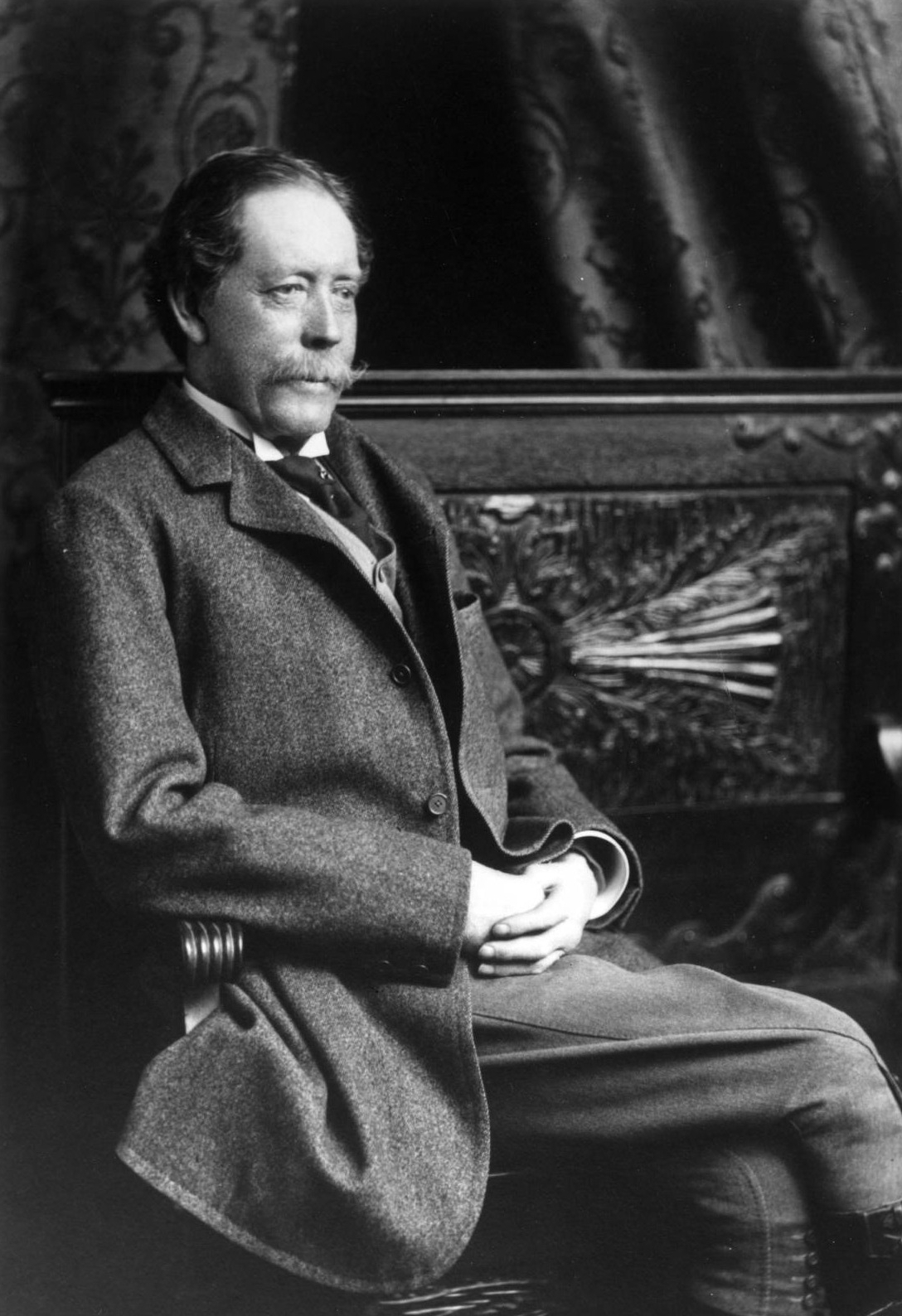
William Jackson Palmer, Gründer der Hochschule

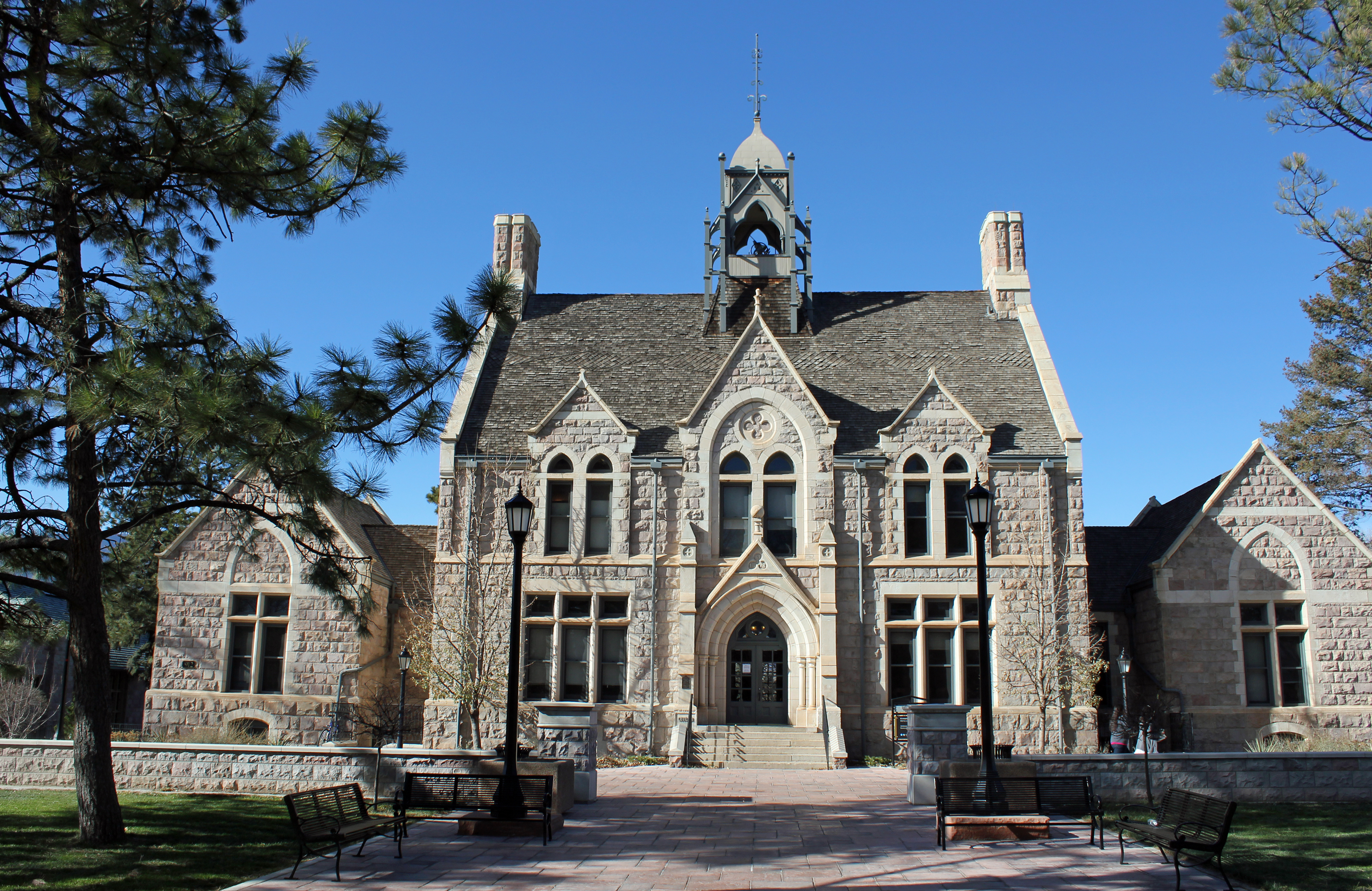
Cutler Hall in 2011

Das Colorado College (CC) ist eine private Bildungseinrichtung am Fuß des Pikes Peak, in Colorado Springs, Colorado, das vor allem vierjährige Studien anbietet (Bachelor und Master).

## Geschichte
Die Gründung erfolgte 1874 durch den Bürgerkriegsveteranen General William Jackson Palmer, auf den auch die Gründung der heutigen Denver and Rio Grande Western Railroad und der Stadt Colorado Springs, Colorado zurückgeht. Das CC ist ein Liberal-Arts-College in New England Tradition. Im Jahre 1880 wurde das erste Gebäude, heute Cutler Hall genannt, bezogen. Das Gebäude ist heute im National Register of Historic Places eingetragen. Von 2002 bis 2011 war Richard Celeste Präsident des College. Er war früherer Gouverneur des Bundesstaates Ohio und US-Botschafter in Indien. Von 2011 bis 2020 war Jill Tiefenthaler Präsidentin des College; unter ihrer Leitung wurden Renovierungs- und Erweiterungsarbeiten an verschiedenen Gebäuden durchgeführt, insbesondere auch an der Bibliothek.

## Zahlen zu den Studierenden, den Dozenten und zum Vermögen
Im Herbst 2021 waren 2.266 Studierende am Colorado College eingeschrieben. Davon strebten 2.241 (98,9 %) ihren ersten Studienabschluss an, sie waren also undergraduates. Von diesen waren 57 % weiblich und 43 % männlich; 5 % bezeichneten sich als asiatisch, 3 % als schwarz/afroamerikanisch, 11 % als Hispanic/Latino und 66 % als weiß. 25 (1,1 %) arbeiteten auf einen weiteren Abschluss hin, sie waren graduates. Es lehrten 266 Dozenten an der Universität, davon 226 in Vollzeit und 40 in Teilzeit. 2009 waren es etwa 2.000 Studierende gewesen, 2019 etwa 2.100.
Der Wert des Stiftungsvermögens der Universität lag 2021 bei 908,6 Mio. US-Dollar und damit 18,2 % höher als im Jahr 2020, in dem es 768,8 Mio. US-Dollar betragen hatte. 2009 waren es rund 400 Mio. US-Dollar gewesen.

## Sport
Die Sportteams der Universität sind die Tigers. Das Eishockeyteam der Universität nimmt an der US-amerikanischen Collegemeisterschaft der National Collegiate Athletic Association teil.

## Persönlichkeiten

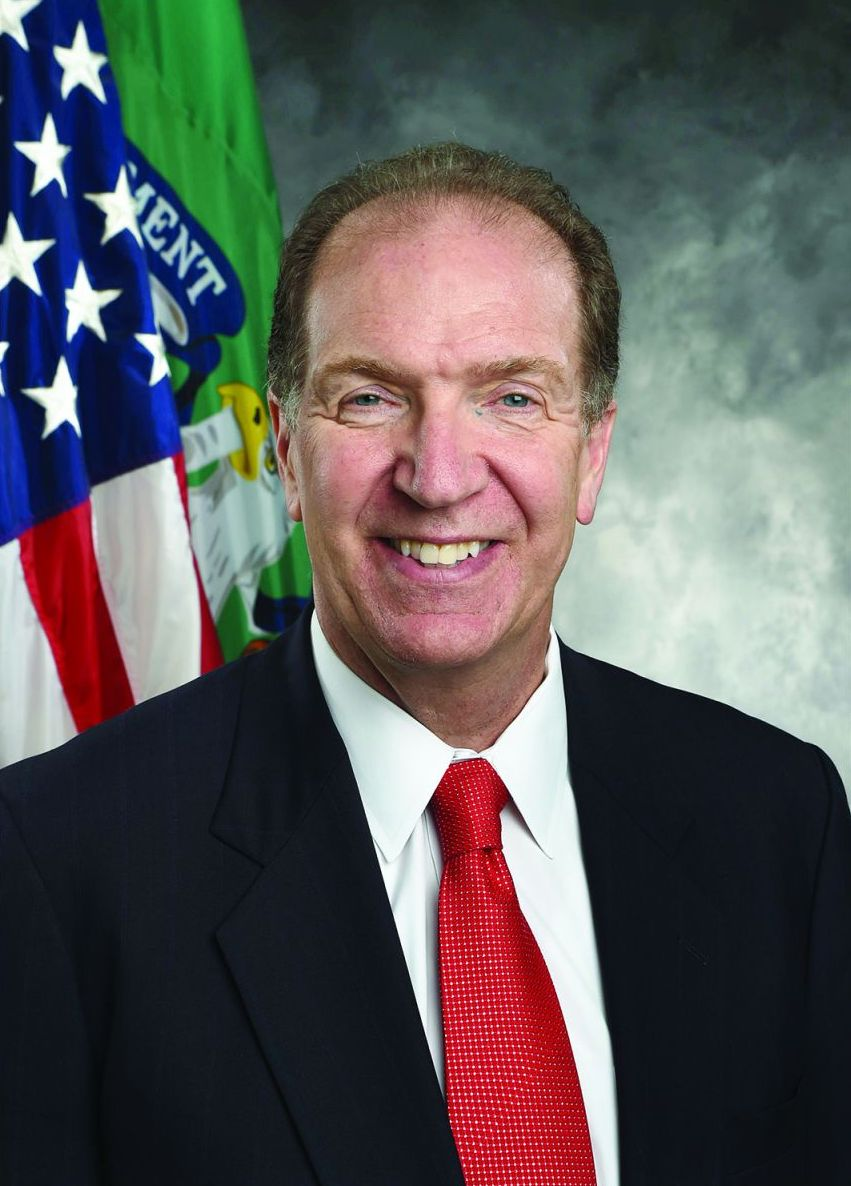
David Malpass, Präsident der Weltbank

### Dozenten
- Florian Cajori, Professor für Physik 1889–1898
- Dennis Showalter, Professor für Militärgeschichte

### Absolventen
Politik und Verwaltung
- Lynne Cheney, Ehefrau des ehemaligen 46. Vizepräsidenten der Vereinigten Staaten
- Mary Cheney, Tochter des ehemaligen 46. Vizepräsidenten der Vereinigten Staaten
- Marian W. Clarke, Zweite weibliche Abgeordnete im US-Repräsentantenhaus
- Lori Garver, stellvertretende Leiterin der NASA
- Diana DeGette, Politikerin
- David Malpass, Präsident der Weltbank
- Helen Stevenson Meyner, ehemalige Abgeordnete im US-Repräsentantenhaus
- Frederick Madison Roberts, war der erste Afroamerikaner, der westlich des Mississippi im 20. Jahrhundert in ein Parlament gewählt wurde
- Gregor Robertson, Bürgermeiste von Vancouver

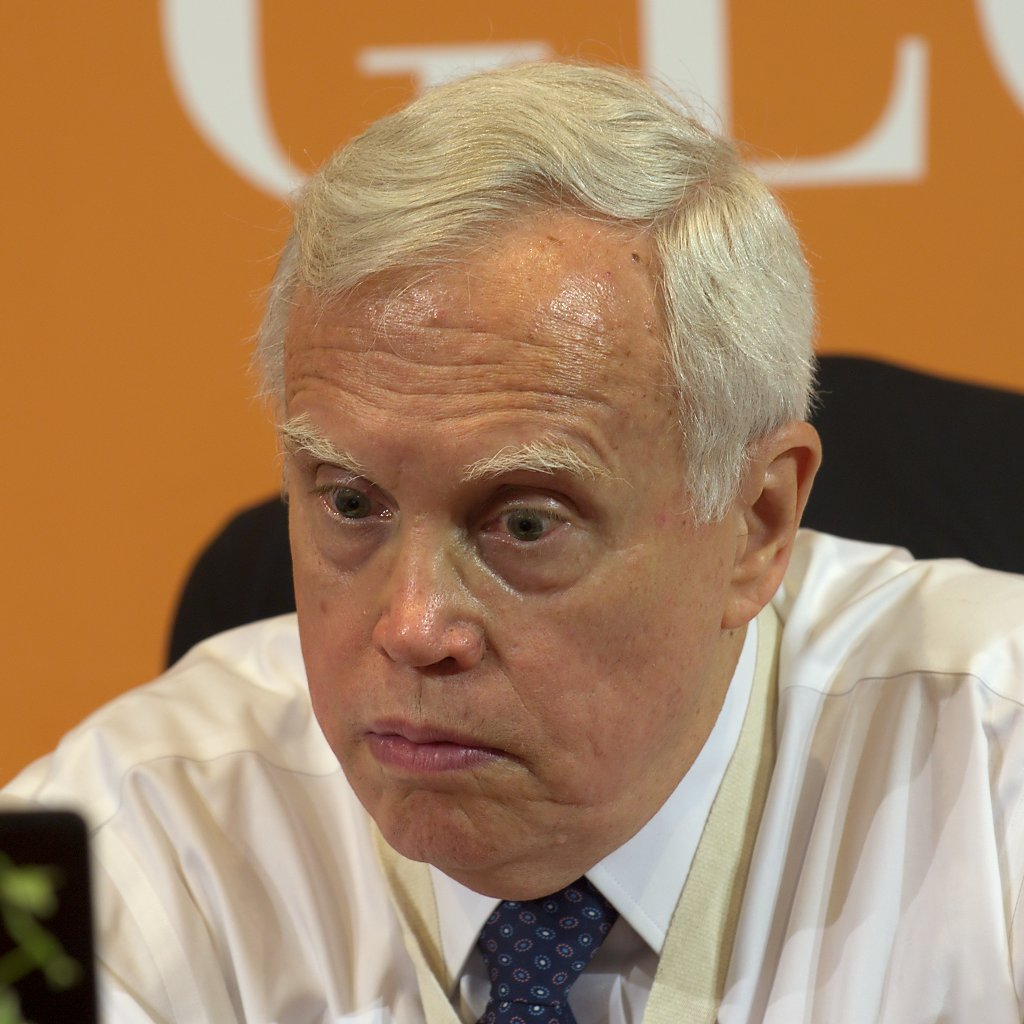
James Heckman, Wirtschaftsnobelpreis 2000

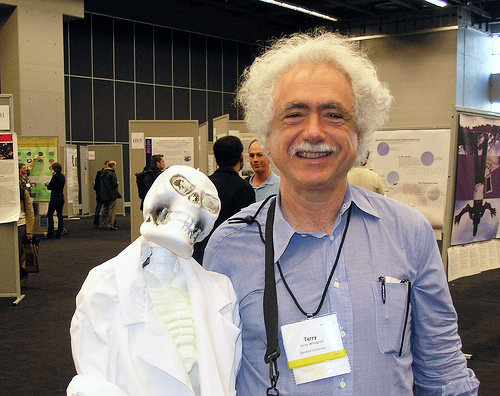
Terry Winograd, KI-Forscher

- Ken Salazar, ehemaliger Innenminister der Vereinigten Staaten
- Harry H. Seldomridge, ehemaliger Abgeordneter im US-Repräsentantenhaus
- Richard H. Stallings, Politiker

Wissenschaft
- Donna Haraway, Naturwissenschaftshistorikerin und Frauenforscherin
- James Heckman, Wirtschaftsnobelpreisträger 2000
- Jane Lubchenco, Meeresbiologin
- Marcia McNutt, Geophysikerin
- Emma Whiton McDonald, Mathematikerin und Hochschullehrerin
- Terry Winograd, Informatiker

Kunst und Kultur
- Mark Fiore, Cartoonist
- Kaui Hart Hemmings, Schriftstellerin
- Daniel Junge, Dokumentarfilmer und Oscargewinner 2012
- Tommy Lee, Musiker
- Aaron Shure, Drehbuchautor und Fernsehproduzent
- Marc Webb, Regisseur
- Dean Winters, Schauspieler

Sport
- Earl Clark, US-amerikanischer American-Football-Spieler und -Trainer
- Jack Hillen, Eishockeyspieler
- Curtis McElhinney, kanadischer Eishockeytorwart
- Peggy Fleming, Olympiasiegerin im Eiskunstlauf 1968
- David Jenkins, Olympiasieger im Eiskunstlauf 1960
- Tara Nott, erste Olympiasiegerin im Gewichtheben im Jahre 2000
- Jaden Schwartz, kanadischer Eishockeyspieler
- Peter Sejna, slowakischer Eishockeyspieler
- Jaccob Slavin, Eishockeyspieler
- Brett Sterling, Eishockeyspieler
- Mark Stuart, Eishockeyspieler
- Brian Swanson, Eishockeyspieler
- Lee Sweatt, Eishockeyspieler